# Bruno Walrave
Bruno Walrave (Amsterdam, 22 februari 1939 – Loenen aan de Vecht, 18 augustus 2022) was een Nederlandse gangmaker. Hij werd wel "de grootste gangmaker aller tijden" genoemd.
In zijn 53-jarige carrière werd Walrave vijftien keer wereldkampioen en wist hij zesmaal de Europese titel te behalen.

## Leven en sportieve carrière

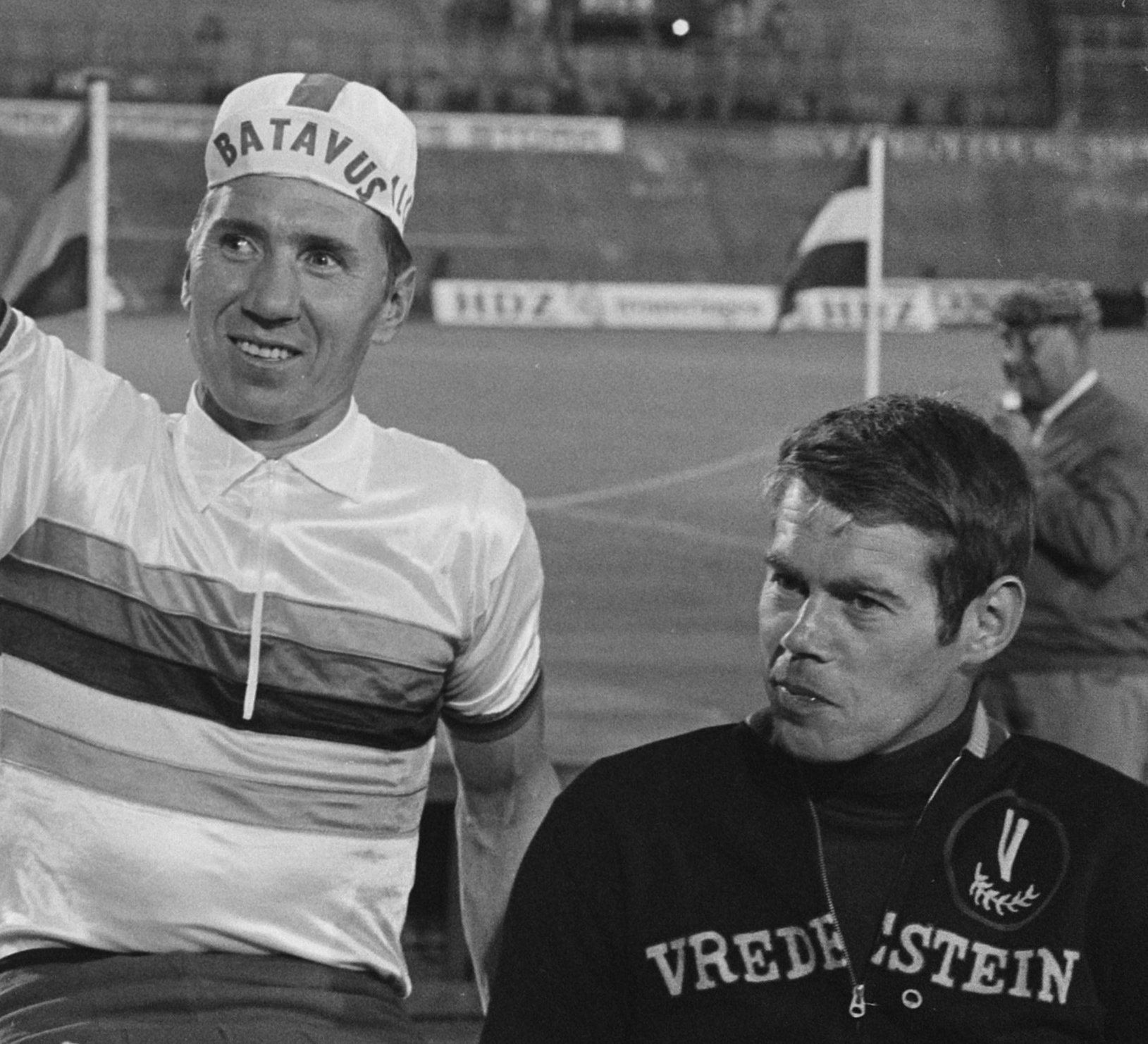
Walrave met wereldkampioen Ehrenfried Rudolph (1970)

Bruno Walrave werd al op jonge leeftijd lid van vereniging ASC Olympia, maar was zelf nooit actief als wielrenner. In 1956, op 17-jarige leeftijd, behaalde hij zijn eerste licentie als gangmaker. Hij was in zijn leven in totaal 53 jaar actief als gangmaker. Met 15 titels als wereldkampioen stayer werd hij de meest succesvolle gangmaker ter wereld. Hij leidde Gaby Minneboo, Bert Boom, Jan de Nijs, Cees Stam en René Kos naar wereldtitels. Na het winterseizoen 2008/2009 stopte Walrave met actieve sportbeoefening.  
Zijn zeventigste verjaardag, op 22 februari 2009, viel samen met de laatste dag van de Hasseltse zesdaagse. Walrave maakte van deze gelegenheid gebruik om zijn actieve loopbaan te beëindigen. Walrave, die na het einde van zijn actieve loopbaan de rechten van topsporters behartigde, bekleedde functies bij diverse nationale en internationale sportbonden, onder meer bij de Nederlandse wielerbond KNWU en de wereldwielerbond Union Cycliste Internationale (UCI). Hij onderscheidde zich door zijn uitgebreide juridische kennis op het gebied van professionele sport.